# Mogyorós-hegy
Mogyorós-hegy este o arie protejată (arie specială de conservare — SAC, sit de importanță comunitară — SCI) din Ungaria întinsă pe o suprafață de 199,3 ha, integral pe uscat.

## Localizare
Centrul sitului Mogyorós-hegy este situat la coordonatele 47°06′06″N 18°01′49″E / 47.101667°N 18.030278°E.

## Înființare
Situl Mogyorós-hegy a fost declarat sit de importanță comunitară în mai 2004 pentru a proteja 3 specii de plante și 2 specii de animale. Situl a fost protejat și ca arie specială de conservare în februarie 2010.

## Biodiversitate
Situată în ecoregiunea panonică, aria protejată conține 5 habitate naturale: Pajiști uscate seminaturale și facies de acoperire cu tufișuri pe substraturi calcaroase (Festuco-Brometalia) (* situri importante pentru orhidee), Pajiști stepice subpanonice, Tufărișuri subcontinentale peripanonice, Pajiști panonice carstice (Stipo-Festucetalia pallentis), Păduri panonice cu Quercus pubescens.
La baza desemnării sitului se află mai multe specii protejate:
- plante (3): Dianthus plumarius subsp. regis-stephani, Iris humilis subsp. arenaria, Seseli leucospermum
- nevertebrate (2): Carabus hungaricus, fluturele auriu (Euphydryas aurinia)

Pe lângă speciile protejate, pe teritoriul sitului au mai fost identificate 3 specii de plante.